# Crystal
Crystal är en singel av bandet New Order. Låten finns med på deras album Get Ready. 
Den amerikanska rockgruppen The Killers har tagit sitt namn från en logo på bastrumman av ett fiktivt band i musikvideon för Crystal.

## Låtlista
1. Crystal
2. Behind Closed Doors
3. Crystal (Digweed & Muir 'Bedrock' Mix Edit)